# Сухман Одихмантьевич
Сухма́н (Сухма́нтий, Суха́н) Одихма́нтьевич (Даманти́евич) — былинный богатырь, герой киевского былинного цикла.
Сухман едет добывать князю Владимиру лебедь белую. Во время поездки он видит, что Нерпа-река борется с силой татарскою, которая мостит на ней мосты калиновы, чтобы идти к Киеву. Сухман избивает силу татарскую, но во время сражения получает ранения, которые закрывает листочками. Сухман возвращается в Киев без лебеди. Князь Владимир не верит ему и велит за похвальбу заточить в погреб, а Добрыню Никитича посылает узнать, правду ли сказал Сухман, и, когда оказывается, что правду, Владимир хочет наградить Сухмана; но он снимает с ран листочки и истекает кровью. Из его крови потекла река Сухман.
Согласно Всеволоду Миллеру, прототипом его является псковский князь Довмонт, правивший с 1266 по 1299 г. Былины подверглись контаминации со сказанием о реке Сухма́не, которая пересыхает (Ср. сухме́нь, сухо́й).